# Louise Norman Hansen
Louise Norman Hansen, née le 12 février 1995, est une coureuse cycliste professionnelle danoise. C'est la sœur de Lasse Norman Hansen.

## Palmarès sur route

### Palmarès par années
- 2017
  - 3e du championnat du Danemark du contre-la-montre
- 2019
  -  Championne du Danemark du contre-la-montre

### Classements mondiaux
| Année                                 | 2017 | 2018 | 2019 | 2020 | 2021 | 2022 | 2023 | 2024  |
| ------------------------------------- | ---- | ---- | ---- | ---- | ---- | ---- | ---- | ----- |
| Classement UCI                        | 653e | 516e | 205e | nc   | nc   | nc   | nc   | 1092e |
| UCI World Tour                        | nc   | 162e | 137e | nc   | nc   | nc   | nc   | nc    |
|                                       |      |      |      |      |      |      |      |       |
| Légende : nc = non classéSource : UCI |      |      |      |      |      |      |      |       |